# Cuminia
Cuminia är ett släkte i familjen kransblommiga växter. Släktet består av en enda art, Cuminia eriantha, som är endemisk på Juan Fernández-öarna utanför Chiles kust.